# Hindericus Scheepstra
Hindericus (Rieks) Scheepstra (Roden, 17 maart 1859 – Groningen, 8 mei 1913) was een Nederlandse onderwijzer en schrijver van kinderboeken. Scheepstra schreef verhalen over Ot en Sien.

## Biografie
Hindericus, of zoals zijn roepnaam luidde, Rieks, werd geboren in Roden, Drenthe, als zoon van de winkelier Hindrik Scheepstra en Janna Roeters. Hij was de jongste in het gezin dat zes jongens en twee meisjes telde. Scheepstra mocht als jongste na afloop van de lagere school doorstuderen. De vijf andere jongens volgden de familietraditie op. Zij gingen in de handel. Hij doorliep de Rijkskweekschool voor onderwijzers in Groningen. Om toegelaten te worden moest hij nog een aantal lessen volgen. Die volgde hij in het naburige dorp Peize waar hij te voet, vanuit Roden, naartoe ging. Hij ontwikkelde op zijn voettochten liefde voor de natuur. Na enkele jaren als onderwijzer werkzaam te zijn geweest, werd hij hoofd van een school in Dokkum. Scheepstra trouwde met Wilhelmina Klazina Houwen. Vervolgens werd hij hoofd op een school in Arnhem. In 1894 kwam hij weer terug op de Rijkskweekschool in Groningen, nu als leraar in Nederlandse taal en pedagogiek. Hij werd tevens directeur van de Rijksnormaallessen. In 1913 overleed Scheepstra op 54-jarige leeftijd plotseling in de stad Groningen.

## Scheepstra en Ligthart
De Haagse schoolmeester en pedagoog Jan Ligthart schreef artikelen voor Schoolwereld, waarvan Scheepstra de redactie voerde. Zo leerde Scheepstra Ligthart kennen als een "scribent met opmerkelijk frisse ideeën". De directeur van uitgeverij J.B. Wolters, E.B. ter Horst Jr., vroeg Scheepstra een serie bloemlezingen te maken voor de leeslessen op de lagere school en verzocht hem zich bij het schrijven te laten bijstaan door Ligthart. Scheepstra stuurde Ligthart een brief waarin hij hem voorstelde aan dit project te gaan samenwerken. Ligthart ging hier op in en spoorde op een zondag naar Groningen. Sedert die dag waren zij vrienden. De eerste reeks boekjes die uit deze samenwerking ontstond heette De Wereld in! en verscheen tussen 1889 en 1902, deels geschreven door Ligthart, deels door Scheepstra en geïllustreerd door de Haagse onderwijzer W.K. de Bruin. 
Een nieuwe serie, Dicht bij huis geheten (1902/1903) werd geheel door Scheepstra geschreven en geïllustreerd door Cornelis Jetses, hetgeen belangrijk bijdroeg aan het grote succes van deze reeks. Het was Scheepstra die Ligthart ervan overtuigde dat Jetses beter was dan De Bruin. Hierop volgde de reeks "Nog bij Moeder" (1904). Hierin beschrijft Scheepstra op romantische wijze het dagelijkse huiselijke gezinsleven van "Pim en Mien" respectievelijk "Ot en Sien" op het Drentse platteland, dat hij uit zijn kinderjaren zo goed kende. Ook de boekjes bij het bekende leesplankje "aap-noot-mies", met opnieuw de illustraties van Jetses, zijn van zijn hand.

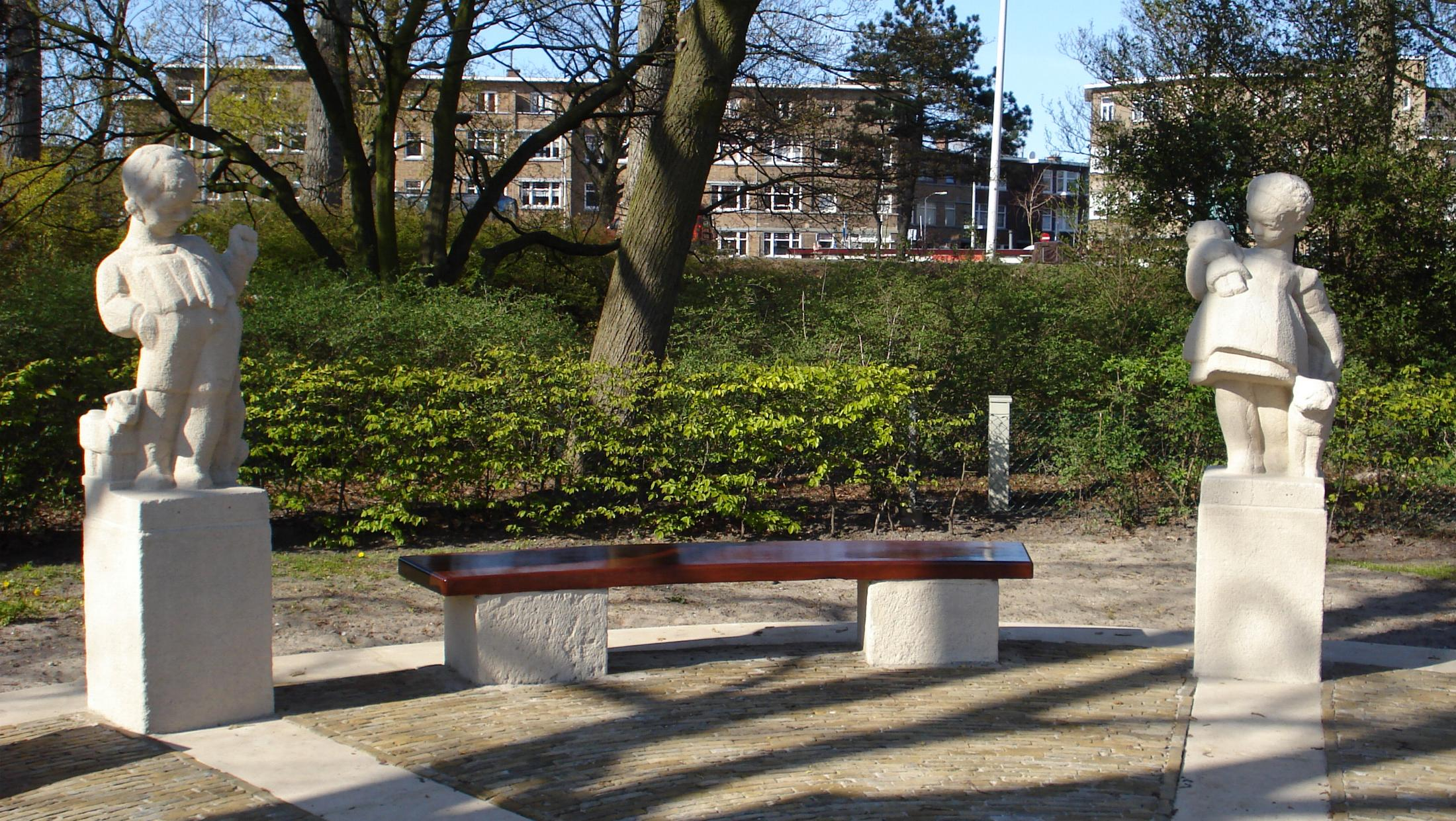
Ot en Sien van beeldhouwer Frits van Hall in Den Haag

Scheepstra was lange tijd redacteur van het periodiek Schoolwereld. De uitgave van dit tijdschrift had de uitgever TerHorstJr. plotseling laten beeindigen en enige maanden later opnieuw laten verschijnen. Dit had de titel gekregen School en Leven met als ondertiteling: Weekblad voor opvoeding en onderwijs in school en huisgezin en als redacteur had de uitgever TerHorstJr. aangesteld: Jan Ligthart.
Ook had de uitgever Ter HorstJr. op door Scheepstra en Ligthart geschreven verhalenbundels als auteur laten vermelden: Ligthart en als mede-auteur: Scheepstra. Vele boekjes dragen dus Ligtharts naam als eerste auteur, maar werden - behalve de eerste helft van de eerste reeks - feitelijk geschreven door Scheepstra. Ligthart gaf daarbij raad, keurde ook weleens iets af, maar was meestal erg enthousiast. Ook de vrouw van Scheepstra kwam met ideeën. Het auteurschap van Scheepstra heeft Ligthart zelf ook altijd erkend, maar is bij het grote publiek pas veel later bekend geworden, vooral door de boeken van Jan A. Niemeijer, als eerste De Wereld van Cornelis Jetses uit 1976. 

## Nagedachtenis
Toen in 1930 Ligthart in Den Haag geëerd werd met een gedenksteen in de vorm van twee beeldjes van Ot en Sien heeft de weduwe van Ligthart, Marie Cachet, erop aangedrongen dat Scheepstra's naam aan de tekst op de steen zou worden toegevoegd. Aan de tekst "Ter herinnering aan Jan Ligthart" werd toen toegevoegd "en H. Scheepstra". 
In Scheepstra's geboortedorp Roden staat een beeldje van Ot en Sien op de Brink. Aan de andere kant van de Brink staat de monumentale Scheepstraschool, waar in een van de lokalen het Scheepstra Kabinet is gevestigd. Dit kleine museum stelt zich ten doel het culturele erfgoed van Hindericus Scheepstra te bewaren en tentoon te stellen. In het voormalige schoolgebouw is ook het Scheepstra Trefpunt waar jaarlijks het Ot & Sien schaaktoernooi wordt georganiseerd.
Aan de Brink te Roden staat sinds 2002 een standbeeld van Scheepstra, vervaardigd door Kiki Meyer. Het bevindt zich naast het pand waar familieleden van Scheepstra lang een kruidenierswinkel/supermarkt annex café exploiteerden. 